# Casa Nietzsche (Naumburg)

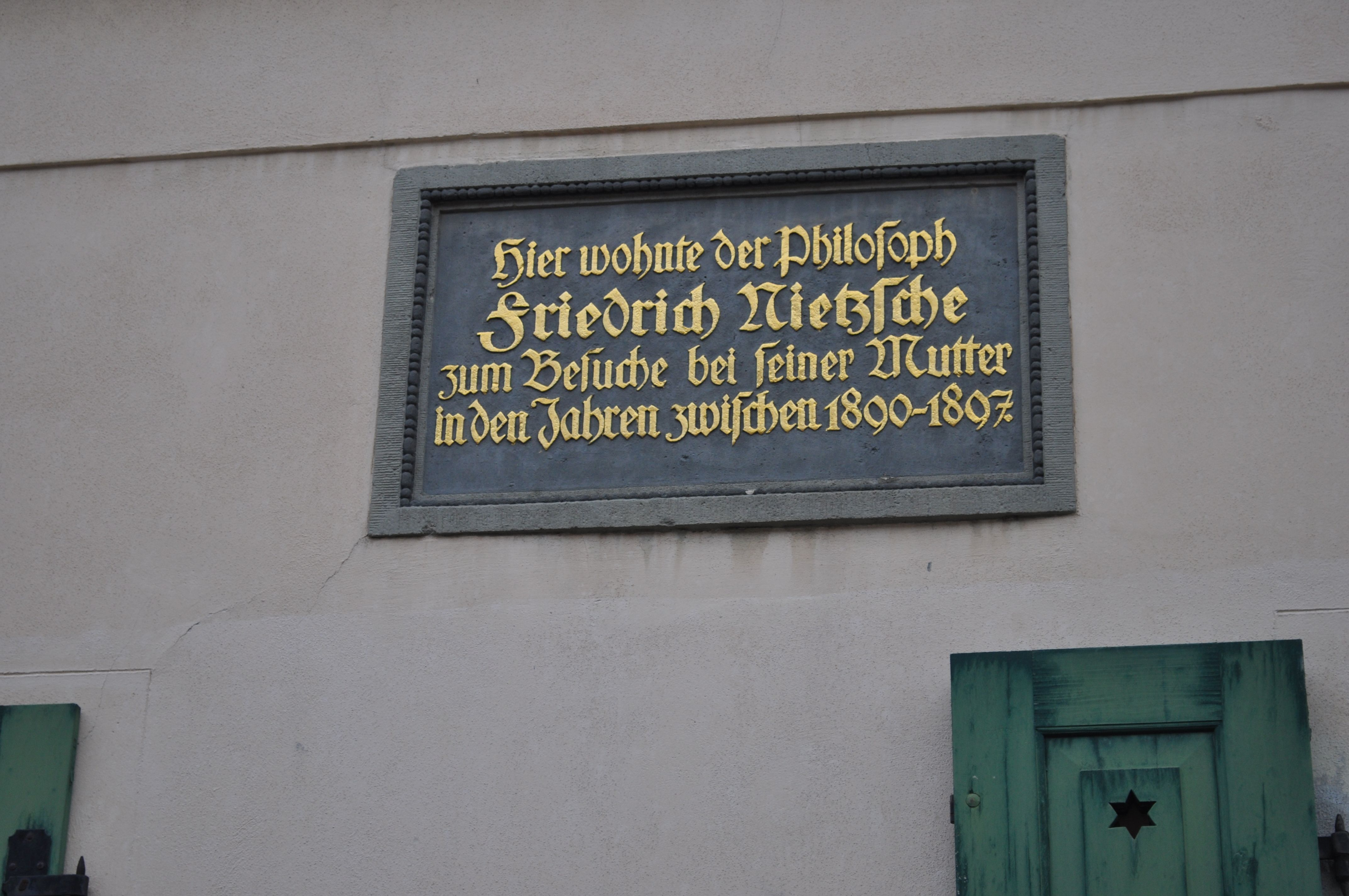
Inscrizione: "Il filosofo Friedrich Nietzsche visse qui in visita alla madre tra il 1890 e il 1897"

La Casa Nietzsche (in tedesco Nietzsche-Haus) è una casa museo a Naumburg in Germania. È dedicata alla vita e all'opera del filosofo tedesco Friedrich Nietzsche.
Nell'estate del 1858, la madre di Nietzsche, Franziska Nietzsche, si trasferì con i suoi due figli Friedrich ed Elisabeth al numero civico 355, ora Weingarten 18. Aveva affittato un appartamento luminoso e più spazioso al piano superiore. Acquistò la casa nel 1878 e vi visse fino alla fine della sua vita. Dopo la sua morte nel 1897, la casa fu venduta dalla figlia.
La Casa Nietzsche di Naumburg è aperta al pubblico dal 1994. La vita e l'opera del filosofo sono documentate in una mostra permanente, mentre la biblioteca della casa nelle sale espositive offre ai visitatori l'opportunità di conoscere l'opera di Nietzsche.
Nell'ottobre 2010 è stato inaugurato il "Centro di documentazione Nietzsche" (Nietzsche Dokumentationszentrum). L'edificio è stato costruito immediatamente accanto alla Casa Nietzsche nel Weingarten a seguito di un bando di concorso internazionale di architettura della città di Naumburg vinto da lo studio di architettura KGB Architekten Kirchmeier, Graw, Brück di Weimar. Si tratta di un edificio in vetro moderno e cubista che si distingue nettamente dal resto degli edifici del centro storico della città. Un cortile interno collega le due case.
Il Centro di documentazione è dedicato alla ricerca e all'esame critico dell'influenza e fortuna del pensiero di Nietzsche. Una volta all'anno in ottobre filosofi provenienti da tutto il mondo si incontrano. Durante i quattro giorni del Congresso Nietzsche verranno presentati e discussi temi specifici legati all'opera del filosofo.
Il museo è incluso nel Blaubuch (Libro Blu) del Governo federale della Germania, come importante sito culturale.